# Meloboris insularis
Meloboris insularis là một loài tò vò trong họ Ichneumonidae.